# Воямполка (село)
Воя́мполка — село в Тигильском районе Камчатского края России. Образует сельское поселение Село Воямполка.

## История
Населённый пункт возник в первой половине XVIII века. Назван по расположению на берегу реки Воямполка.
Ранее назывался Ваемпальское (1888).

## География
Селение на западном берегу Камчатского края, стоит на реке Воямполка, в 5,3 км от устья реки.

### Расстояние до
- районного центра (Тигиль) — 73 км,
- краевого центра (Петропавловск-Камчатский) — 588 км[6].

### Деление на улицы
Гагарина ул.
Кецая Кеккетына ул.
Партизанская ул.
Тундровая ул.

## Сельское поселение
Статус и границы сельского поселения установлены Законом Корякского автономного округа от 2 декабря 2004 года № 365-ОЗ «О наделении статусом и определении административных центров муниципальных образований Корякского автономного округа».

### Часовой пояс
Населённый пункт находится в часовом поясе на 12 часов больше всемирного координированного времени.

## Население
В 1888 году в селении была часовня имени святого Иннокентия иркутского. Было 9 домов и 123 жителя-камчадала (59 мужчин, 64 женщины).
| 1888 | 2002 | 2010 | 2012 | 2013 | 2014 | 2015 |
| ---- | ---- | ---- | ---- | ---- | ---- | ---- |
| 123  | ↗212 | ↘155 | ↘152 | ↘146 | ↘145 | ↘142 |
| 2016 | 2017 | 2018 | 2019 | 2020 | 2021 |      |
| ↘137 | ↘135 | ↘125 | ↘123 | ↘120 | ↘117 |      |